# Debbie Dunn
Debbie Dunn, född den 26 mars 1978, är en amerikansk friidrottare som tävlar i kortdistanslöpning.
Dunns främsta merit är att hon vann guld på 400m vid inomhus VM i Doha år 2010.
Dunn deltog vid VM 2009 i Berlin där hon slutade på sjätte plats på 400 meter. Vid samma mästerskap ingick hon tillsammans med Allyson Felix, Lashinda Demus och Sanya Richards i stafettlaget på 4 x 400 meter som vann guld.

## Personligt rekord
- 200 meter - 22,75 från 2009
- 400 meter - 49,95 från 2009